# شماره شناسایی مالیات‌دهنده
شماره شناسایی مالیات‌پرداز یا شماره شناسایی مالیات‌دهنده یا شماره شناسایی مودی مالیاتی (انگلیسی: Taxpayer Identification Number) (به اختصار TIN)شماره شناسایی است که در ایالات متحده آمریکا برای هدف‌های مالیاتی استفاده می‌شود. این شماره همچنین به عنوان شماره شناسایی مالیات دهندگان فدرالی نیز شناخته می‌شود. شماره شناسایی مالیات‌پرداز می‌تواند توسط سازمان تأمین اجتماعی یا وزارت دارایی صادر شود.
در قوانین ایالات متحده آمریکا (بخش ۶۱۰۹ الف آیین دارایی داخلی) آمده‌است که هر شخصی که مشمول مالیات است باید یک کد به او تخصیص بدهند که به صورت مناسبی شناسایی شود. همچنین شماره حساب تأمین اجتماعی که طبق قانون صادر شود، نیز می‌تواند برای مقاصد این قانون استفاده شود.
به صورت کلی شماره شناسایی مالیات‌دهندگان می‌تواند:
شماره تأمین اجتماعی (Social Security number (SSN))
شماره شناسایی مالیات‌پرداز (Individual Taxpayer Identification Number (ITIN))
شماره شناسایی کارفرمایان (Employer Identification Number (EIN))که شماره شناسایی کارفرمایان فدرال هم نامیده می‌شود.